# Karner (Mödling)

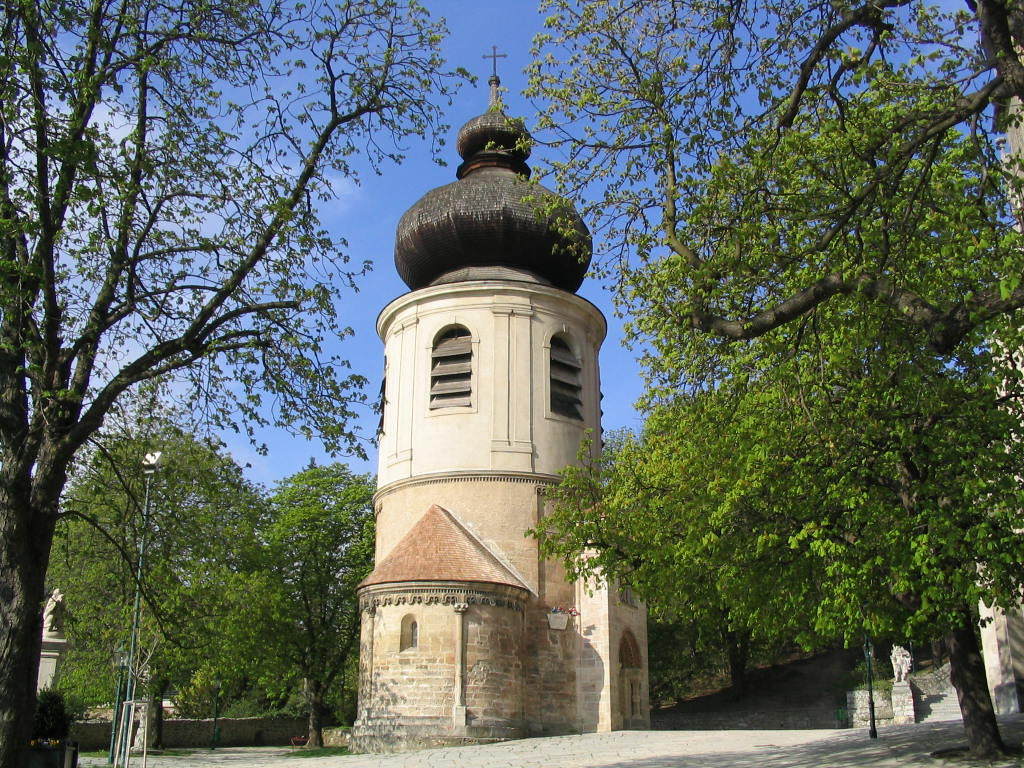
Karner in Mödling, Ostwerk

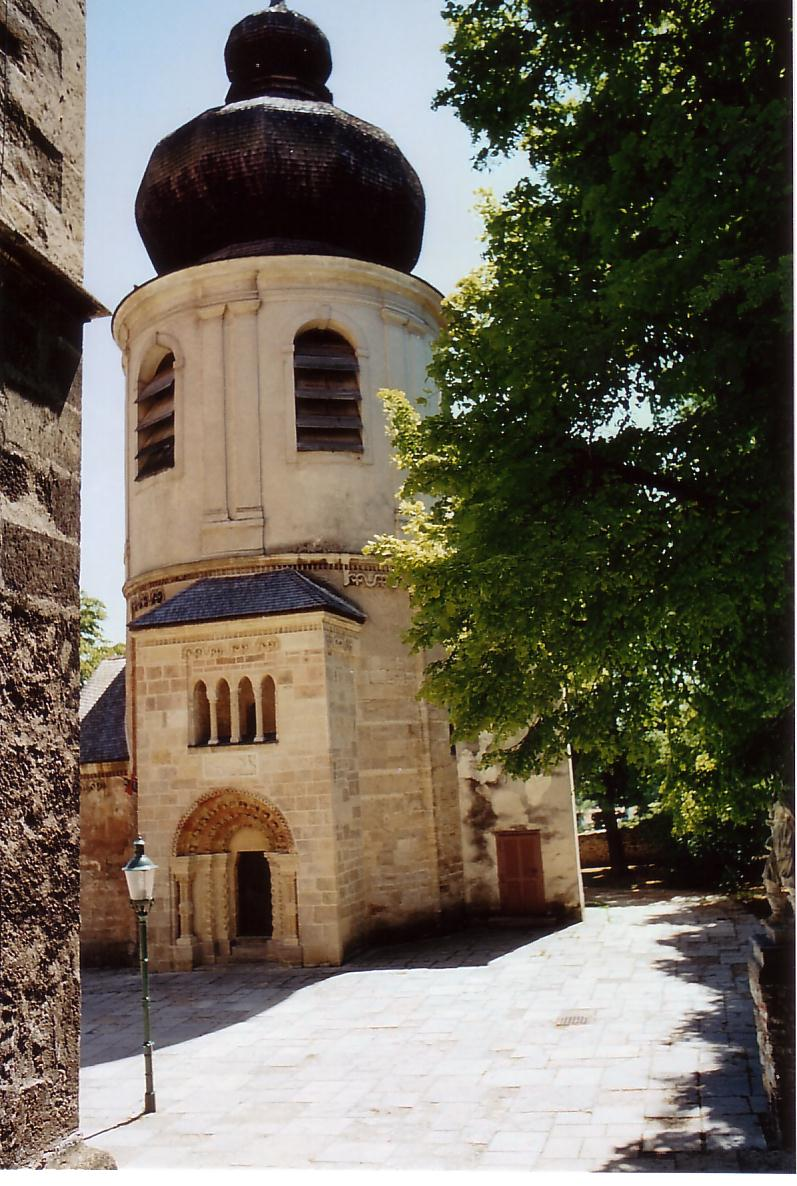
Karner in Mödling, Westwerk mit Portikus

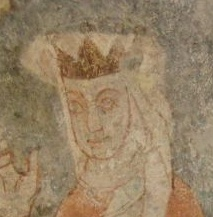
Richza, Herzogin von Mödling und Gattin Heinrich des Älteren – Fresko im Inneren

Als Karner steht eine romanische Kapelle in der Kirchhofanlage im Süden der Pfarrkirche Mödling-St. Othmar in der Stadtgemeinde Mödling im Bezirk Mödling in Niederösterreich. Die dem Patrozinium des hl. Pantaleon unterstellte Rundkapelle mit Apsis steht unter Denkmalschutz (Listeneintrag).

## Geschichte
Im 12. Jahrhundert stand an der Stelle der heutigen Pfarrkirche eine romanische Kirche. Südlich auf dem heutigen Kirchenplatz befand sich ein Friedhof.
Die Herrschaft Mödling gehörte dem Babenberger Herzog Heinrich der Ältere (1158–1223), Sohn von Heinrich II. Jasomirgott (1107–1177) und Bruder von Herzog Leopold V. (1157–1194), Regent in Österreich 1177–1194 und Regent in der Steiermark 1192–1194. Die Mutter Heinrichs des Älteren war Theodora Komnena (–1183) und Nichte des byzantinischen Kaisers Manuel I., das Patrozinium hl. Pantaleon, eines Arztes am frühchristlichen Kaiserhof in Konstantinopel im 4. Jahrhundert nach Christi, die Stiftung des Karners wurde mit 1182 überliefert, das wäre im letzten Lebensjahr der Mutter Heinrichs des Älteren. Der Gedenktag des hl. Pantaleon ist der 27. Juli.* Die bauanalytische und archäoastronomische Untersuchung von Erwin Reidinger zeigt, dass die Hauptachse des Karners genau auf die Position des Sonnenaufgangs am Ostersonntag 1181 zeigt, der auf einen 5. April fiel.
1236 starb Heinrich der Jüngere, Sohn Heinrichs des Älteren, und die Herrschaft Mödling fiel an die Familie der Babenberger, an Herzog Friedrich II. den Streitbaren, dieser ließ den Karner umbauen, wohl von 1236 bis 1240, wobei das Portal mit dem Vorbau hinzugefügt und die Apsis erneuert wurde.
Nach 1252 wurde die Kapelle unter Gertrud, der Nichte des Babenbergerherzogs Friedrich II., um einen Klafter (1,90 Meter) erhöht.
In einer Urkunde aus dem Jahr 1346 wird die Pantaleonskapelle als Karner bezeichnet, das ist die noch heute gebräuchliche Bezeichnung.
Zur Zeit der Türkenbelagerung 1683 flüchteten viele Menschen in dieses Gewölbe und fanden dort den Tod. Der unterirdische Raum wurde zugemauert und vergessen. Nach der Türkenbelagerung gab es Pläne, den Karner abzureißen und durch einen Glockenturm zu ersetzen. Das Geld reichte dafür jedoch nicht. Daher wurde der Karner lediglich aufgestockt, und er erhielt ein Doppelzwiebeldach, diese Arbeiten waren 1698 abgeschlossen.
1884 ließ Bürgermeister Joseph Schöffel das wiederentdeckte Untergeschoß öffnen. Man fand Knochen, Kleiderreste, Gebetbücher, Rosenkränze, Reste von Geschirr sowie einen wohlerhaltenen Steingutkrug mit eingetrockneten Überresten von Rotwein.
1896 wurde der Karner von Architekt Gustav von Neumann auf Kosten des Fürsten Johann von Liechtenstein restauriert und beim Portal teils neu gestaltet.

## Architektur
An den Außenmauern sind deutlich die zwei Bauphasen erkennbar. Der ursprüngliche Bau war aus behauenen Quadern errichtet, der obere Teil ist aus Bruchsteinen aufgebaut.
Auch das spätromanische, rundbogige Stufenportal stammt aus der Zeit nach 1252. Von außen nach innen verläuft ein Spiralfries, ein Pfeifenfries mit Menschenköpfen und Fratzen, ein Lilienfries und ein Zangenfries. Ähnliche Motive findet man in Klein-Mariazell am Nordtor, am Westportal des Stephansdoms in Wien und am Südtor des Doms in Wiener Neustadt. Die markanten Knotensäulen sind, manchen Quellen zufolge (die sich alle auf einander beziehen),  "vermutlich erst um 1900 entstanden", während andere den Standpunkt vertreten, "In der Barockzeit war der Zierrat des Tores zugemauert, 1897 wurden die Säulen dann wiederentdeckt.".
Der Innenraum der Kapelle hat einen Durchmesser von ca. 8 Metern, das Untergeschoß geht 8 Meter in die Tiefe, die ursprüngliche Mauerhöhe war 8 Meter. Das Dach hatte die Form eines Spitzkegels. Der kreisrunde Kapellenraum hat eine sechsteiliges Kreuzgratgewölbe und zeigt an den Wänden Ansätze des ehemaligen Emporengewölbes und des Aufganges zur Loggia. Der einschnürende rundbogige Triumphbogen steht über vortretenden Schrägkämpfern. Die Apsis ist um drei Stufen erhöht und hat ein Quadrantengewölbe, die Altarmensa ist aus Stein.
Das Untergeschoß mit einem Kreuzgewölbe und Schalbretterabdrücken dient als Beinhaus.

## Ausstattung
Ursprünglich war die Kapelle im Inneren reich mit Fresken um 1300 geschmückt. Diese wurden durch Putz überdeckt und durch Übermalungen so beschädigt, dass heute nur mehr Reste vorhanden sind. Die Fresken wurden 1953 vom Maler Theophil Melicher aufgedeckt.
Das Kuppelfresko in der Apsis zeigt die Gottesmutter Maria mit dem Jesuskind im rechten Arm. Arme und Körper des Kindes bilden ein Kreuz, womit das spätere Schicksal des Kindes angedeutet ist. Das Kind segnet die Weisen aus dem Morgenland. Die Haltung der Finger der Segenshand entspricht der Segensgebärde der Ostkirche. Zur linken Marias sind zwei kleinere nicht-biblische Figuren, wohl das Stifterpaar, dargestellt, somit Heinrich den Älteren von Mödling und seine Frau Richza von Böhmen. Die Fresken im Hauptraum zeigen das Jüngste Gericht und rechts die Kreuzigung Christi um 1330/1340.

## Geläut
Im Karner-Glockenturm befanden sich ursprünglich vier Glocken, wovon drei Glocken aus der Barockzeit heute noch erhalten sind: die Liebfrauen-Glocke (2200 kg), die Othmar-Glocke (1100 kg) sowie die Christophorus- und Pantaleon-Glocke (800 kg). Im Zweiten Weltkrieg mussten die Glocken abgeliefert werden, die kleinste kam nicht zurück. Die drei Glocken goss Franz Zechenter, zwei 1698 und eine 1723.
Anlässlich der 1100-Jahr-Feier von Mödling wurde die Restituta-Glocke (475 kg) zu Ehren der seligen Schwester Maria Restituta gegossen und am 16. November 2003 gesegnet.